# Renáta Tyršová
Renáta Tyršová, v matrice narozených Renata Maria Adelina Fügner (31. července 1854 Praha-Nové Město – 22. února 1937 tamtéž) byla česká historička umění, umělecká kritička, etnografka a státní úřednice.

## Život

### Dětství a mládí
Renáta Tyršová se narodila jako dcera zakladatele Sokola, obchodníka a později generálního zástupce italské pojišťovací společnosti Jindřicha (roz. Heinricha) Fügnera (* 1822) a jeho manželky Kathariny, rozené Turetzké (* 1831). Její mladší sestra se sňatkem stala tetou bratrů Josefa a Artuše Scheinerových, z nichž Josef byl později starostou Sokola a významným činitelem při vzniku ČSR.)

Majetkové poměry rodiny byly dobré a základní vzdělání Renátě poskytoval domácí učitel, do školy nechodila. Učila se dvoujazyčně, otec s ní hovořil německy a matka česky, další učitelé ji vzdělávali v kreslení a hře na piano. Znalost jazyků rozšířila ještě o francouzštinu, angličtinu a ruštinu. Na přání otce jí nebyla poskytnuta náboženská výchova. Situace se změnila, když otec Renáty 15. listopadu 1865 zemřel. Od jejích čtrnácti let se ujal jejího vzdělávání Fügnerův přítel a spolupracovník Miroslav Tyrš, který se věnoval zejména dějinám umění. Renáta se postupně stávala aktivní Tyršovou spolupracovnicí v jeho vědecké práci. Pomáhala mu s přípravou přednášek a chystala podklady pro Tyršovu vědeckou činnost, zejména třídila jeho sbírky fotografií a vedla korespondenci s nakladatelstvími. Aktivně vystupovala i v Sokole, kde byla roku 1871 zvolena cvičitelkou Tělocvičného spolku paní a dívek pražských.

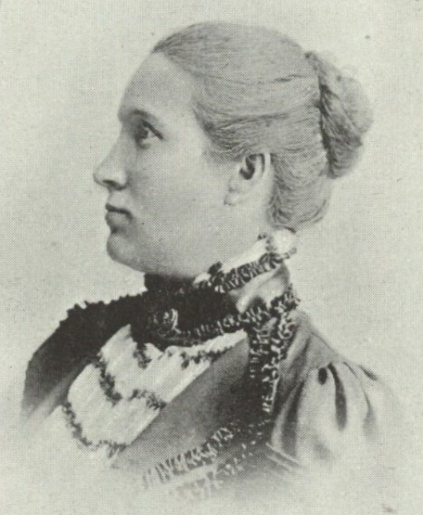
Renáta Tyršová v mládí

V roce 1871 požádal Tyrš o její ruku.

### Žena Miroslava Tyrše
28. srpna 1872 se Renáta, po nutném souhlasu poručníka a matky jako nezletilá stala manželkou Miroslava Tyrše. Manželství zůstalo bezdětné a Renáta se soustředila na podporu činnosti svého manžela. Spolupracovala s ním na zahraničních studijních cestách, zejména v Itálii, a postupně se vypracovala v samostatnou badatelku a uznávanou autorku studií o výtvarném umění.
První samostatný kritický text zveřejnila v Národních listech ve dvaceti letech, Věnovala se rozboru obrazu Jaroslava Čermáka Raněný Černohorec. V roce 1878 zveřejnila v časopise Lumír studii o Petru Paulu Rubensovi.
Manželství trvalo 12 let, než Miroslav Tyrš 18. srpna 1884 tragicky zemřel.

### Další život – angažovaná vdova

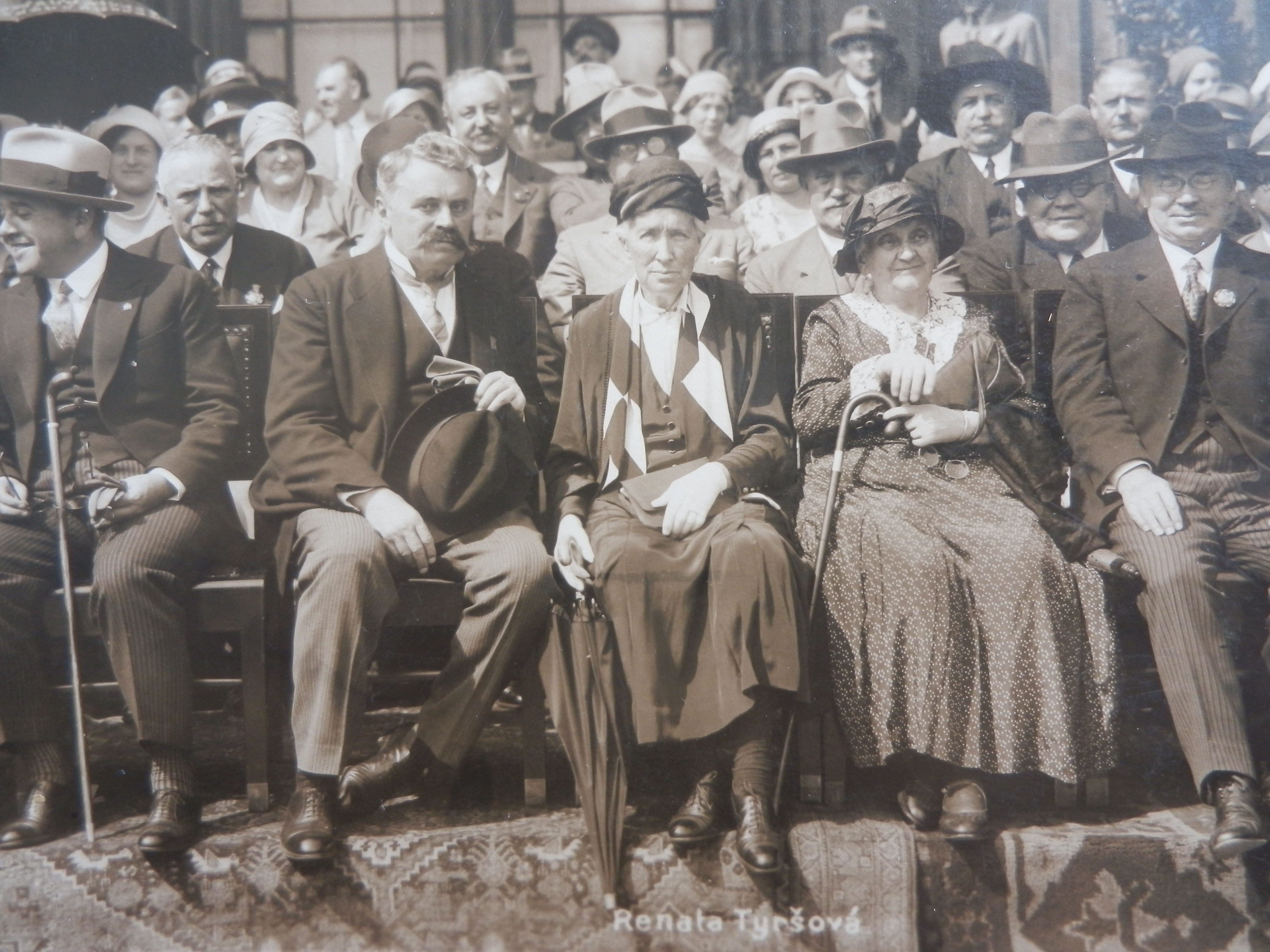
Renáta Tyršová, Sokolský slet 1932 (dobová pohlednice)

Renáta Tyršová ovdověla v roce 1884, tedy ve 30 letech. Byla jedinou dědičkou Miroslava Tyrše a věnovala se udržování jeho pozůstalosti a odkazu, navázala na jeho dílo v estetice a v umělecké kritice. Současně se věnovala vlastní publikační činnosti a angažovala se v Sokole. Byla též činná v Národní radě československé i v řadě národních spolků.
Byla aktivní v národně obrozeneckém veřejném životě, například v prosinci 1885 spolu s předními kulturními pracovníky a intelektuály té doby podepsala výzvu Ve prospěch českého čtení.
Již v roce 1886 vyšel tiskem její slovní doprovod k Mánesovým ilustracím k Rukopisu Kralodvorskému,. Další publikace následovaly (mezi nimi vzpomínky na otce Jindřicha Fügnera a manžela Miroslava Tyrše).
Aktivně se zabývala problematikou ženského vzdělávání: roce 1907 byla jmenována „státní inspektorkou pro české dívčí školy výrobní“.
Další oblastí působení Renáty Tyršové byl český a moravský folklor. Její zájem probudila výstava lidových výšivek, která se konala v roce 1886 v pražském Rudolfinu. 
Na světové výstavě v Paříži roku 1889 nakupovala vzorky textilií pro pražská muzea.
Pro Jubilejní zemskou výstavu v Praze roku 1891 pomáhala připravovat expozici Česká chalupa.  Folkloru věnovala několik svých publikací.
V roce 1917 Tyršová spoluzaložila oragnizaci České srdce, úkolem tohoto centra bylo pomáhat potřebným pomocí dobročinných bazarů a podobných akcí.
V roce 1931 byla Tyršová prohlášena čestnou doktorkou filozofie Univerzity Karlovy. V době insigniády (1934) se postavila na stranu spisovatelů hájících české nacionalistické studenty.
Většinu života prožila v bytě na Novém Městě pražském, v budově Sokola pražského v Sokolské třídě 43.

### Úmrtí
Renáta Tyršová zemřela 22. února 1937 v Praze a byla pochována spolu s otcem, matkou a manželem do hrobové mohyly na Olšanských hřbitovech.

## Renáta Tyršová v umění a literatuře
K životním jubileím Renáty Tyršové vycházely za jejího života oslavné sborníky a články v tisku. Max Švabinský vytvořil její portrét roku 1907,. V roce 1928 byla podobizna vytištěna barevným ofsetem. K 70. narozeninám Tyršové byla vydána pohlednice s jejím portrétem od Jakuba Obrovského. Busta Renáty Tyršové od sochařky Karly Vobišové-Žákové byla původně umístěna v Tyršově domě v Praze.)
Nakladatelství Paseka vydalo v roce 2005 monografii Renaty Tyršové od Ireny Štěpánové.

## Dílo (výběr)
- Rukopis Královodvorský, Praha 1896
- Slovácké vyšívání stehem křížkovým a vrůčkovým : 30 listů s 227 většími a menšími vzorky, upravil Josef Šíma; předmluva Renáty Tyršové, Praha 1897
- Lidový kroj v Čechách, na Moravě a ve Slezsku, F. Topič Praha 1916, 1918
- Nauka o kroji, zdravotní část sepsala R. Machová. Praha 1923
- O vkusu v úpravě domova a oděvu : několik kapitol umělecko-výchovných, Mladá Boleslav 1923
- Jindřich Fügner: Paměti a vzpomínky na mého otce, 2 díly, Praha 1926–1927
- Miroslav Tyrš: Jeho osobnost a dílo, 3 části, Praha 1932–1934